# Операція загону «Дельта»
Операція загону «Дельта» (англ. Operation Delta Force) — бойовик 1997 року режисера Сема Фьорстенберга.

## Сюжет
Майор Тіптон є колишній секретний агент, який виконує таємні замовлення ООН. Після того як він дізнався, що уряд не довіряє йому, він краде з лабораторії небезпечну біологічу отруту. По тривозі піднімають загін «Дельта», і хлопці починають операцію, в ході якої їм не можна розбити жодної пробірки зі смертоносною отрутою. Їм вдається після бою захопити отруту з рук майора Тіптона. Але вони також потребують протиотруту, тому що Тіптон випустив отруту на селище. В битві Капітан Ланг вбиває, елітного бійця Тіптона і рятує жителів села.

## У ролях
- Ерні Гадсон — Майор Тіптон
- Джефф Фейгі — Капітан Ланг
- Роб Стюарт — Спаркс
- Френк Загаріно — Маккінні
- Джо Лара — Йохан Неш
- Тодд Дженсен — Гатч
- Наташа Сазерленд — Лейтенант Марія Юнгер
- Гідеон Емері — Воверс
- Тшепо Нзімайнд — Дідес
- Гел Голбрук — Адмірал Геншоу
- Жак Гомбо — Пайт
- Франц Добровскі — Доктор Бреннер Венделл
- Кріс Бьюкенен — Калла
- Гел Орландіні — Руні
- Пол Дічфілд — доктор Веллс
- Аві Шафрі — Ролінгс
- Ден Робберце — Преторіус
- Адріан Валдрон — Джек Рільке
- Майкл Бруннер — Капітан Гіббс
- Вілсон Данстер — Найлес
- Майкл Макґоверн — Пет Санланд
- Марк Малдер — Лейтенант
- Спаркі Ван Дайк — Герт
- Юджин Снайман — Доббінс
- Дуглас Брістоу — Генерал Вест
- Дірк Штольц — Фрік
- Сідні Чама — Банда
- Тім Махоні — Прапорщик